# Piscidia grandifolia
Piscidia grandifolia är en ärtväxtart som först beskrevs av John Donnell Smith, och fick sitt nu gällande namn av Ivan Murray Johnston. Piscidia grandifolia ingår i släktet Piscidia och familjen ärtväxter. IUCN kategoriserar arten globalt som livskraftig.

## Underarter
Arten delas in i följande underarter:
- P. g. gentryi
- P. g. glabrescens
- P. g. grandifolia